# Sébastien Delferière
Sébastien Delferière (2 juli 1981) is een voormalig Belgisch voetbalscheidsrechter die van 2011 tot 2018 tot de A-klasse van scheidsrechters in België behoorde.

## Scheidsrechterscarrière

### Nationale competitie
Hij begon in 2008 als scheidsrechter in de lagere provinciale reeksen, maar werd door zijn vader en oud-scheidsrechter David Delferière, die interim-voorzitter was bij de KBVB, na amper één seizoen hogerop geplaatst. Hij mocht zo in de Belgische Tweede Klasse zijn plaats in de B-klasse scheidsrechters innemen. 
Delferière maakte zijn debuut in de Jupiler Pro League op 17 januari 2009 tijdens de wedstrijd Sporting Lokeren en SV Zulte-Waregem (2-1 winst Lokeren).
Op 22 juli 2017 was hij scheidsrechter tijdens de Belgische Supercup, een wedstrijd tussen de landskampioen en de bekerwinnaar van het voorgaande seizoen. Landskampioen RSC Anderlecht nam het op tegen bekerwinnaar SV Zulte-Waregem. De wedstrijd eindigde in 2-1 in het voordeel van RSC Anderlecht.
In het seizoen 2014/2015, 2015/2016, 2016/2017 werd hij verkozen tot winnaar van het Gouden Fluitje. Dat is een prijs, uitgereikt door Belgische ploegen, aan de beste scheidsrechter van het afgelopen seizoen.
In 2015, 2016 en 2017 werd hij verkozen tot Scheidsrechter van het Jaar, een prijs die uitgereikt wordt door L'Avenir, Het Nieuwsblad en de Pro League.
Op 10 oktober 2018 werd hij samen met collega-scheidsrechter Bart Vertenten verhoord in een onderzoek (Operatie Propere Handen) van het federaal parket. Hij werd verdacht van wedstrijdvervalsing. Later werd hij onder voorwaarden vrijgelaten en geschorst door de Koninklijke Belgische Voetbalbond. Ook zijn FIFA-badge werd hem afgenomen.

### Europese competitie
Zijn Europees debuut maakte hij op 15 juli 2010. Hij leidde daar een wedstrijd in de tweede voorronde van de Europa League. HŠK Zrinjski Mostar uit Bosnië en Herzegovina won met 4-1 van SP Tre Penne uit San Marino.

### Interlands
| Datum            | Plaats                  | Wedstrijd                           | Uitslag | Competitie           | Kreeg geel | Kreeg voor de tweede keer geel en dus rood | Weggestuurd |
| ---------------- | ----------------------- | ----------------------------------- | ------- | -------------------- | ---------- | ------------------------------------------ | ----------- |
| 15 november 2011 | Luxemburg, Luxemburg    | Luxemburg – Zwitserland             | 0 – 1   | Vriendschappelijk    | 3          | 0                                          | 0           |
| 27 mei 2012      | Valenciennes, Frankrijk | Frankrijk – IJsland                 | 3 – 2   | Vriendschappelijk    | 4          | 0                                          | 0           |
| 2 juni 2012      | Warschau, Polen         | Polen – Andorra                     | 4 – 0   | Vriendschappelijk    | 5          | 0                                          | 0           |
| 11 november 2012 | Larnaca, Cyprus         | Cyprus − IJsland                    | 1 – 0   | Kwalificatie WK 2014 | 5          | 0                                          | 1           |
| 6 juni 2013      | Dublin, Ierland         | Ierland − Polen                     | 2 − 0   | Vriendschappelijk    | 4          | 0                                          | 0           |
| 6 september 2016 | Riga, Letland           | Letland − Litouwen                  | 2 − 1   | Kwalificatie WK 2014 | 5          | 0                                          | 0           |
| 16 november 2013 | Cardiff, Wales          | Wales − Finland                     | 1 − 1   | Vriendschappelijk    | 0          | 0                                          | 0           |
| 8 september 2014 | Chimki, Rusland         | Rusland − Liechtenstein             | 4 − 0   | Kwalificatie EK 2016 | 2          | 0                                          | 0           |
| 12 oktober 2014  | Lviv, Oekraïne          | Oekraïne − Macedonië                | 1 − 0   | Kwalificatie EK 2016 | 9          | 0                                          | 0           |
| 8 september 2015 | Chisinau, Moldavië      | Moldavië − Montenegro               | 0 − 2   | Kwalificatie EK 2016 | 7          | 0                                          | 0           |
| 9 oktober 2015   | Logroño, Spanje         | Spanje − Luxemburg                  | 4 − 0   | Kwalificatie EK 2016 | 4          | 0                                          | 0           |
| 5 juni 2015      | Edinburgh, Schotland    | Schotland − Qatar                   | 1 − 0   | Vriendschappelijk    | 2          | 0                                          | 0           |
| 29 maart 2016    | Zürich, Zwitserland     | Zwitserland − Bosnië en Herzegovina | 0 − 2   | Vriendschappelijk    | 3          | 0                                          | 0           |
| 4 juni 2016      | Metz, Frankrijk         | Frankrijk − Schotland               | 3 − 0   | Vriendschappelijk    | 0          | 0                                          | 0           |
| 4 september 2016 | Serravalle, San Marino  | San Marino − Azerbeidzjan           | 0 −1    | Kwalificatie WK 2018 | 2          | 0                                          | 1           |
| 13 november 2016 | Luzern, Zwitserland     | Zwitserland − Faeröer               | 2 − 0   | Kwalificatie WK 2018 | 4          | 0                                          | 0           |
| 1 september 2017 | Astana, Kazachstan      | Kazachstan – Montenegro             | 0 – 3   | Kwalificatie WK 2018 | 4          | 0                                          | 0           |
| 9 november 2017  | Luxemburg, Luxemburg    | Luxemburg – Hongarije               | 2 − 1   | Vriendschappelijk    | 5          | 1                                          | 0           |

Lijst volledig tot 29 juni 2018